# Teuvo Laukkanen
Teuvo Laukkanen, född 16 juli 1919 i Pielavesi, Norra Savolax, död 14 maj 2011 i Pielavesi, Norra Savolax, var en finländsk längdskidåkare som tävlade under 1940-talet. Han kom tvåa på 4 x 10 kilometer stafett under OS i Sankt Moritz 1948.